# 巨石文化
巨石文化（megalith）是一种以巨大石结构建筑为代表的史前文化类型。欧洲西部是巨石文化时间上出现较早且分布较集中的地区。

## 類型
「巨石」（megalith）可以用來表示一塊或多塊出於特殊目的鑿成的特定形狀岩石。最廣為人知的巨石不是作為墳墓用途。

### 單塊岩石
- 矗石（Menhir）：在西歐，矗石是指一塊史前時期豎立起來的直立石頭；有時被稱為「立石」（standing stone）。[3]
- 磐石（Monolith）：任何在史前時期豎立的石頭。[4]
- 頂石（Capstone style）：單塊水平擺放的巨石，通常在墓室上方，不使用支撐石。[5]

### 多塊岩石
- 排列（alignment）：多塊巨石的位置被刻意照某關聯性擺放。通常成列或螺旋狀放置。有些排列，如法國布列塔尼的卡纳克巨石林由數千塊石頭組成。
- 巨石城牆（Megalithic walls）：又稱為獨眼巨人牆（Cyclopean walls）。[6]
- 石環（Stone circles）
- 石棚（Dolmen）：又稱支石墓、多爾門，是一種巨石形式，將一個巨大的頂石放置在兩個或多個支撐石上，形成下方的空間，有時在一面或多面封閉。常作為墳墓或墓室。[來源請求]
- 石柜（Cist）：又稱石棺，石柜是一種用石頭建造的棺材狀的小盒子或石骨盒（ossuaries），用來存放死者的屍體。墓葬是巨石形式，在結構上與石棚非常相似。這種埋葬方式完全在地下。[來源請求]
- 大門（Portals, doors, and gates）

## 欧洲
在欧洲，最常见的巨石建筑是石墓。这些石墓在葡萄牙语中称为anta , 撒丁岛称为stazzone，荷兰称hunebed德国称Hünengrab，丹麦称作dysse威尔士称作cromlech。

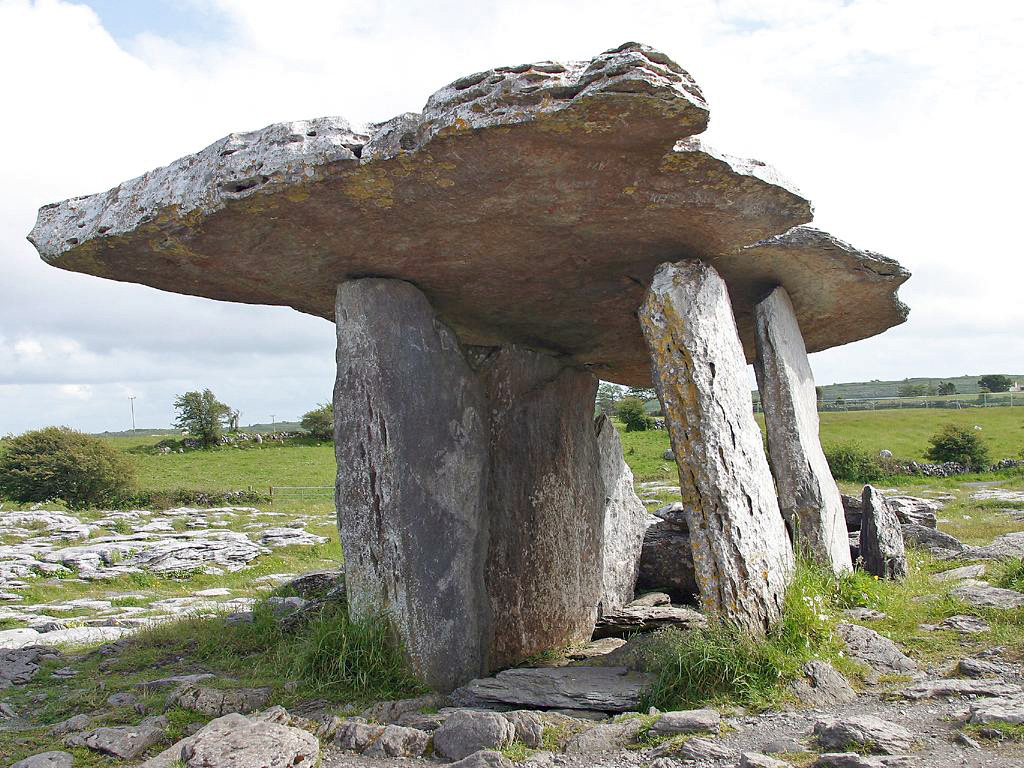
愛爾蘭地區的一座石墓

## 亚洲

### 中国大陸
中国巨石文化中最为常见的建筑为石棚墓，年代多在公元前3000年至前4000年的新石器时代。

### 朝鮮半島

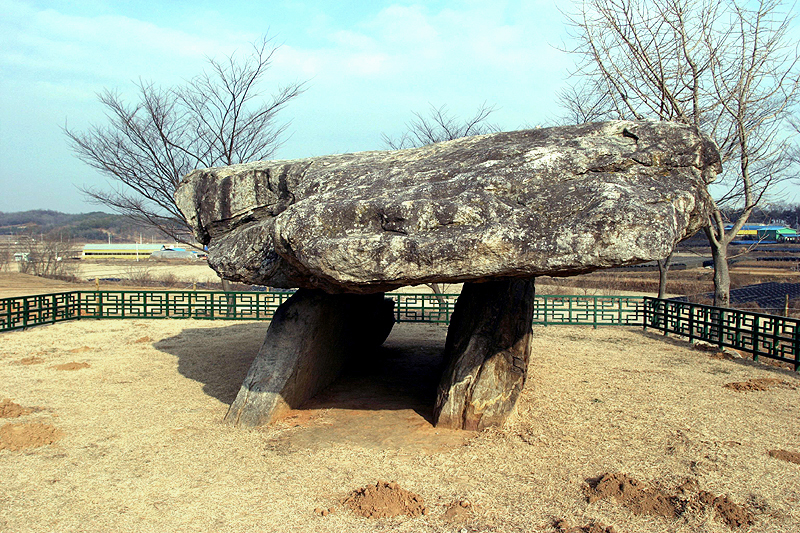
韓國江華支石墓

朝鮮半島的巨石文化的建筑为支石墓。

### 臺灣
臺灣的「巨石」主要指涉的是史前人群製作的大型石造物，然而大多用途仍無法確定。其類型十分多元，至今臺灣發現的巨石遺留類型包含人形石像、有肩單石、有槽單石、帶凹缺單石、柱狀單石、石輪、石壁、石柱、岩棺、石臼、石槽及石梯等。
早期於1930年代由日本學者鹿野忠雄以〈台灣東海岸巨石文化遺跡に就て〉為題發表其調查的東部巨石，巨石文化一詞便被廣泛使用。其與鳥居龍藏、森丑之助等人陸續於東部遺址調查，發現岩棺、石柱等巨石遺留，觀察與周邊地區巨石文化有相似性。後來主要由國立臺灣大學人類學系的宋文薰教授著手進行，其於1976年發表〈台灣東海岸の巨石文化〉，將東部新石器時代區分為海岸的「巨石文化」及縱谷的「卑南系統文化」；並在1980年進一步將「巨石文化」命名為「麒麟文化」，同時把「卑南系統文化」改稱為「卑南文化」
當前對於「巨石文化」的概念多指以大型石造物為特色的考古學文化，其下包含著麒麟文化及卑南文化，而隨著考古資料的發現及出土，更包含著花岡山文化上層類型、富里山類型、三和文化、工作地類型等多元的考古學文化。代表性的遺址如花蓮縣的公埔遺址、Satokoay（舞鶴）遺址、臺東縣的麒麟遺址、都蘭遺址、卑南遺址、忠勇遺址、白守蓮遺址等。
巨石遺留常見於新石器時代晚期的臺灣東部，推測與建築結構或儀式行為有關，並且延續至歷史時期皆可見，至今在臺東及花蓮兩縣境內，共存在至少40處遺址內發現超過500件巨石遺留。根據觀察發現，這些巨石的樣態以及選材，依海岸山脈東西側而有所差異，在東側的海岸區域多選擇凝灰岩、集塊岩、砂岩及安山岩為主；而位於西側的縱谷地區則多選擇片岩、變質砂岩及板岩為主，呈現在巨石樣態上，縱谷區域因材質因素多顯得較為扁平，而不若海岸區域呈現塊狀。 

### 印尼
印尼的巨石遺址巴東山位於印度尼西亞西爪哇省席安約縣Campaka區的卡里亞穆提(Karyamukti)。 該遺址在一座死火山山頂以泥土和石頭建成。

## 组图

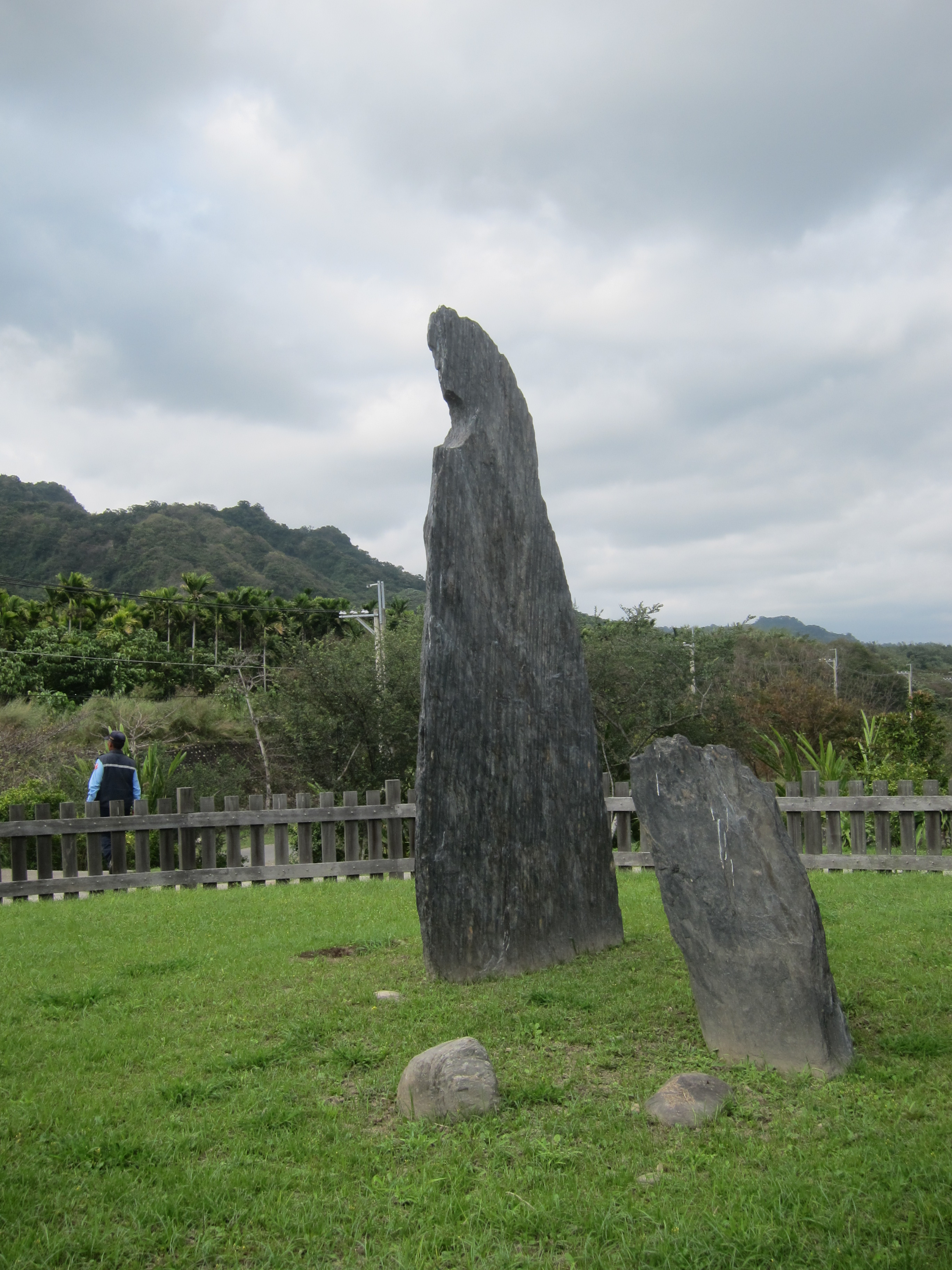
台灣臺東卑南文化公園的月形石柱
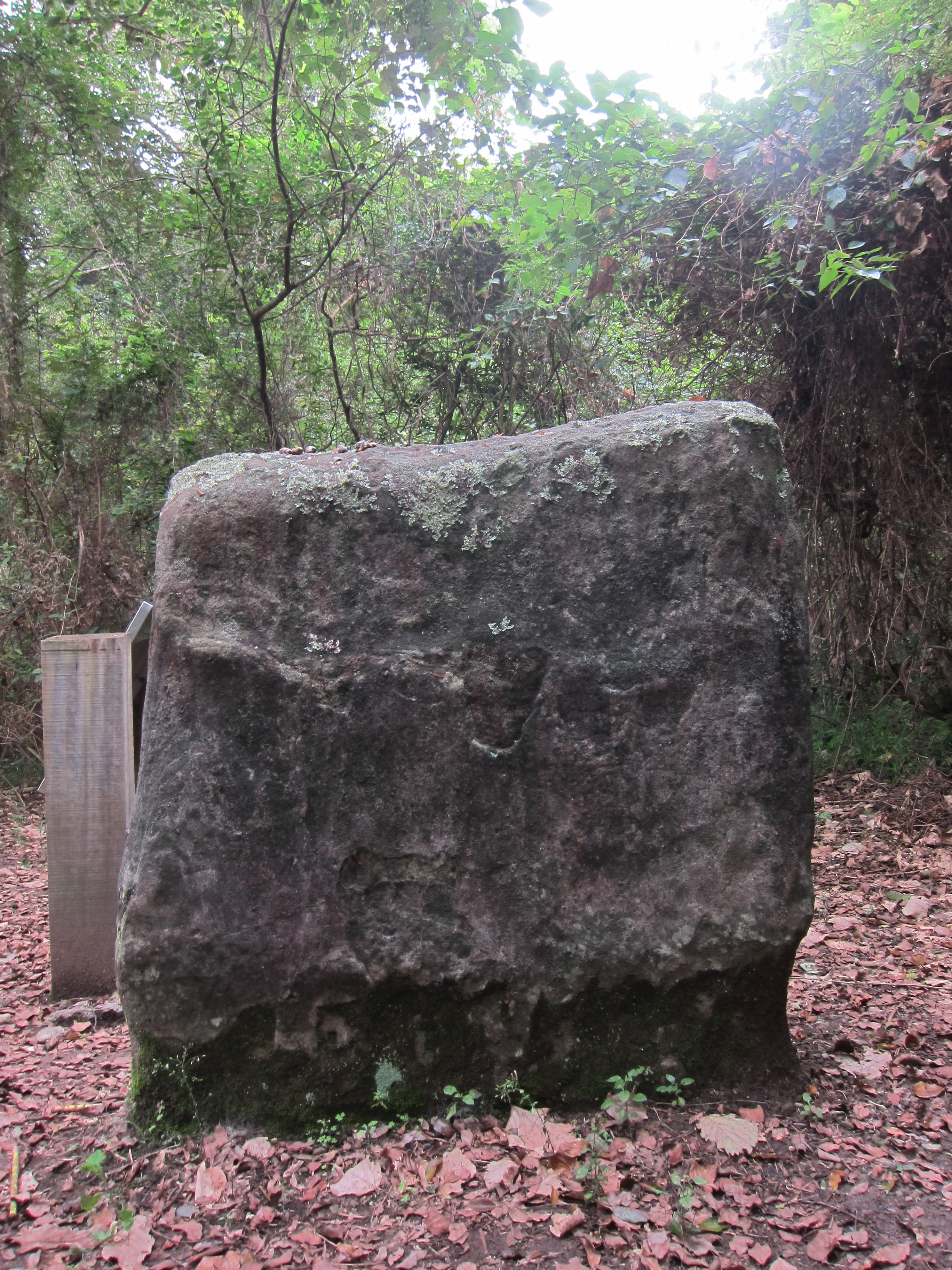
台灣台東都蘭遺址發現的石牆之一
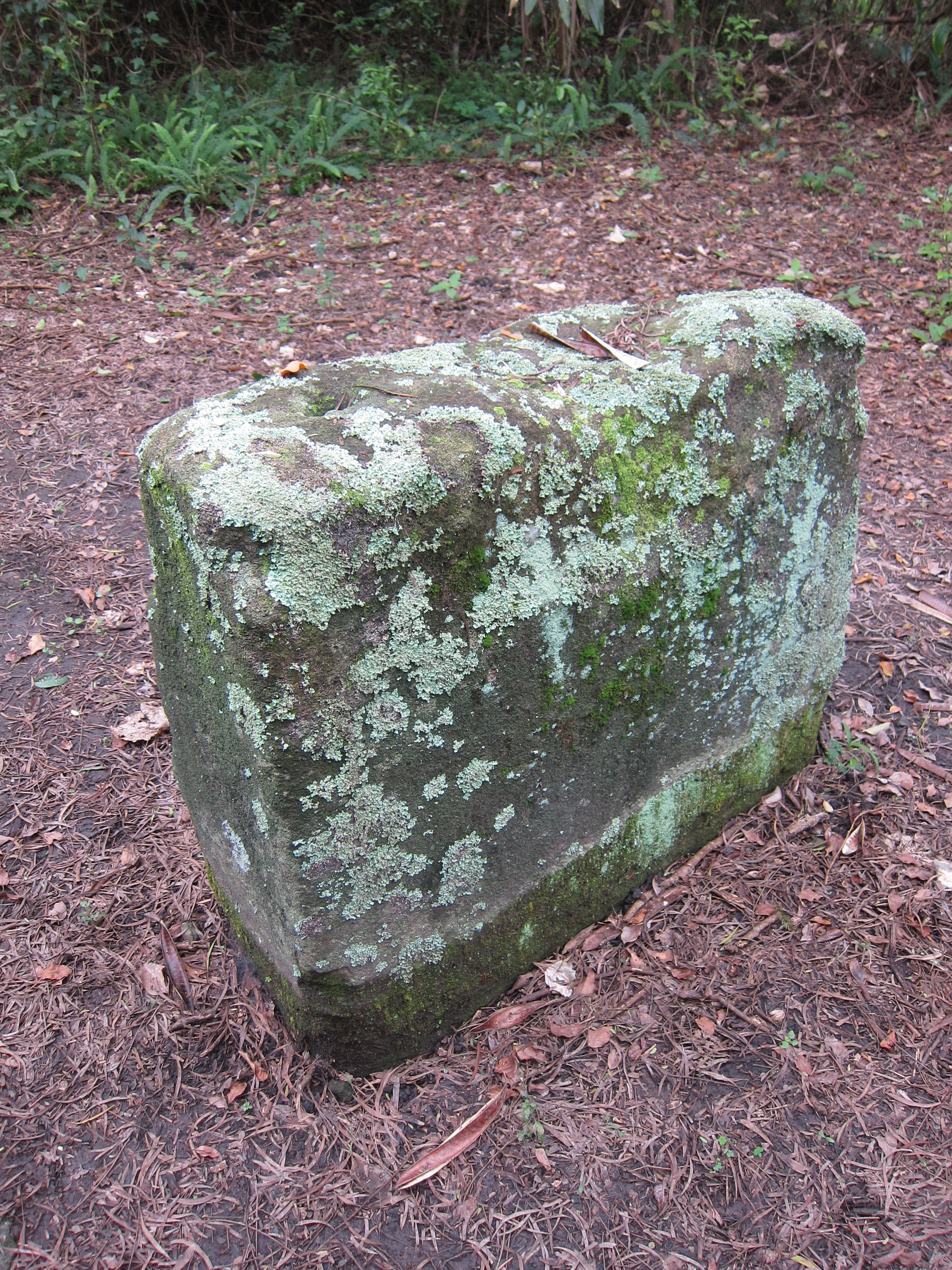
台灣台東都蘭遺址發現的石牆之一
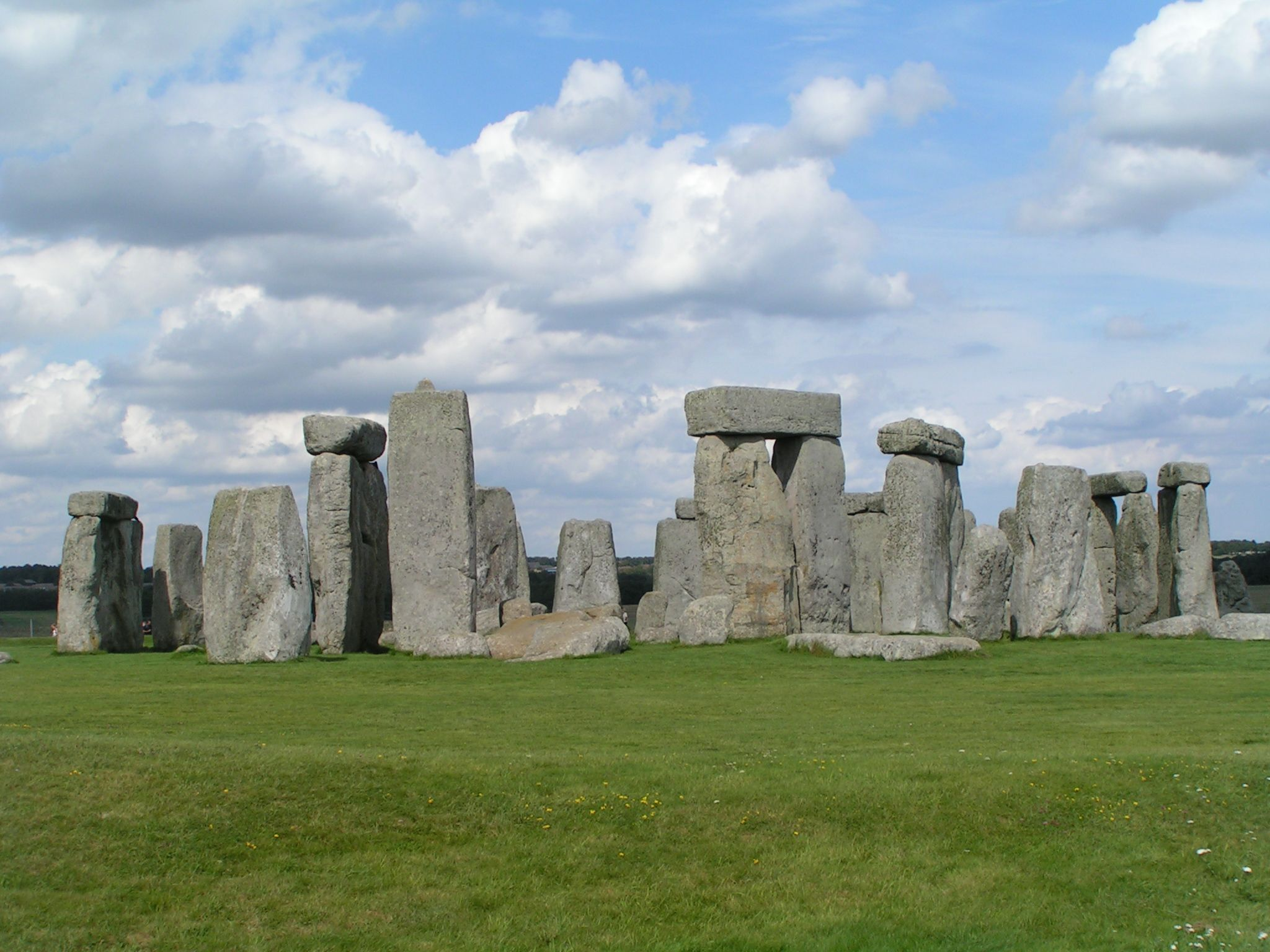
英國的巨石陣
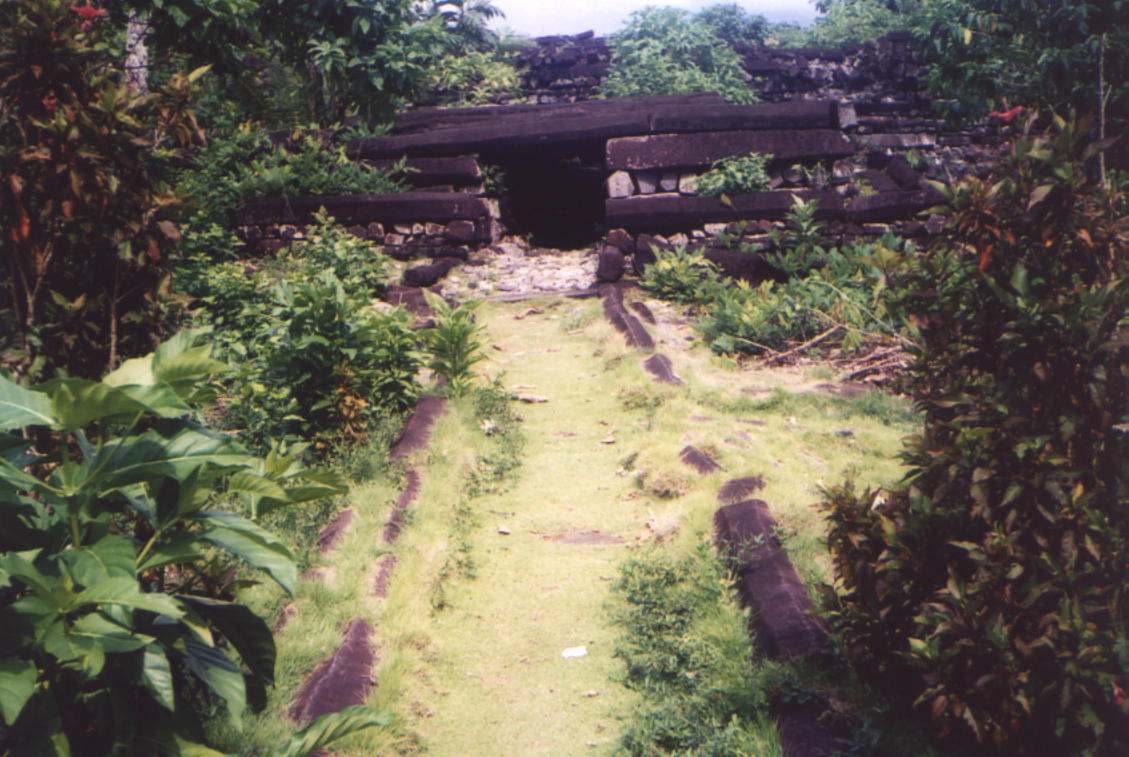
密克羅尼西亞的南馬都爾
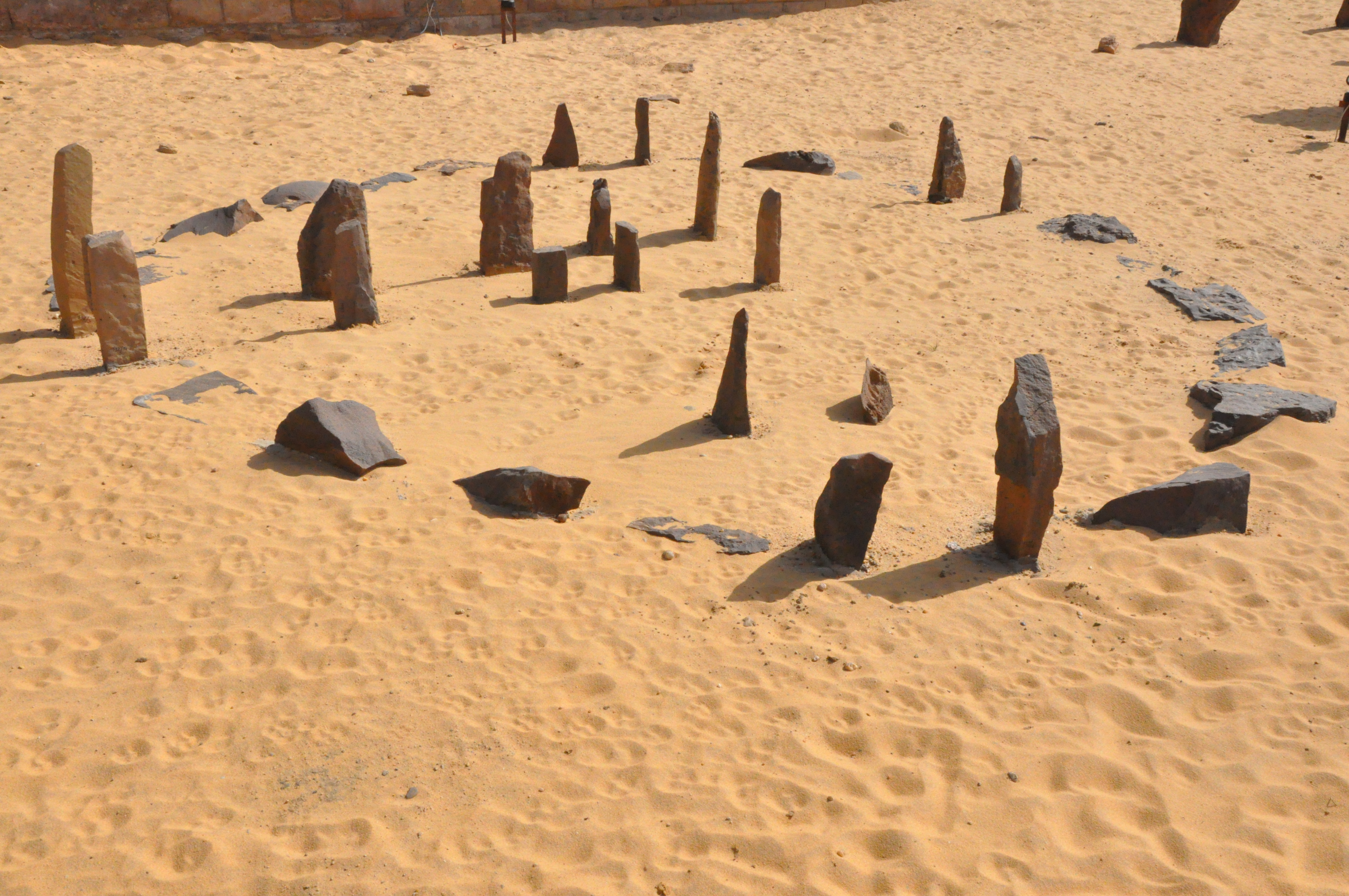
埃及的納布塔·帕拉雅遺址